# بافلو فيشبابا
بافلو أولكساندروفيتش فيشبابا (من مواليد 28 مارس 1986، كراماتورسك، منطقة دونيتسك، أوكرانيا الاشتراكية السوفياتية) ناشط بيئي وموسيقي وكاتب أوكراني، مؤسس ورئيس منظمة «One Planet» غير الحكومية، ومبعوث برنامج الأمم المتحدة الإنمائي للتسامح في أوكرانيا.

## سيرته
ولد بافلو فيشبابا في كراماتورسك وبدأ دراسة الهندسة في أكاديمية دونباس ماشين بلدنق، ولكن بعد السنة الثالثة انسحب والتحق بكلية الإعلام في جامعة ماريوبول الحكومية، وخلال دراسته عمل لمدة ثلاث سنوات في صحيفة بريازوفسكي رابوتشي.
بعد تخرجه بمرتبة الشرف من الجامعة في عام 2012 انتقل إلى كييف، وقام بدور فاعل في ثورة الكرامة لا سيما في عمل المركز الصحفي لهيئة المقاومة الوطنية، بعد الإطاحة بنظام يانوكوفيتش عمل لمدة عام ونصف في الخدمة الصحفية لمجلس الوزراءالأوكراني.
رفض استخدام اللغة الروسية بحجة أن هذا الفعل كأنه احتلال كراماتورسك من قبل «مرتزقة الاتحاد الروسي والمتعاونين معه».